# Randy Napoleon
Randy Napoleón (Nueva York, Estados Unidos, 30 de mayo de 1978) es un guitarrista de jazz que es miembro de La Freddy Cole Quartet, y el líder de la Randy Napoleón Trio. Él ha viajado con Benny Green, la Clayton-Hamilton Jazz Orchestra (CHJO ), y con Michael Bublé. Es un profesor de jazz en la Universidad Estatal de Míchigan.

## Primeras etapas de la vida

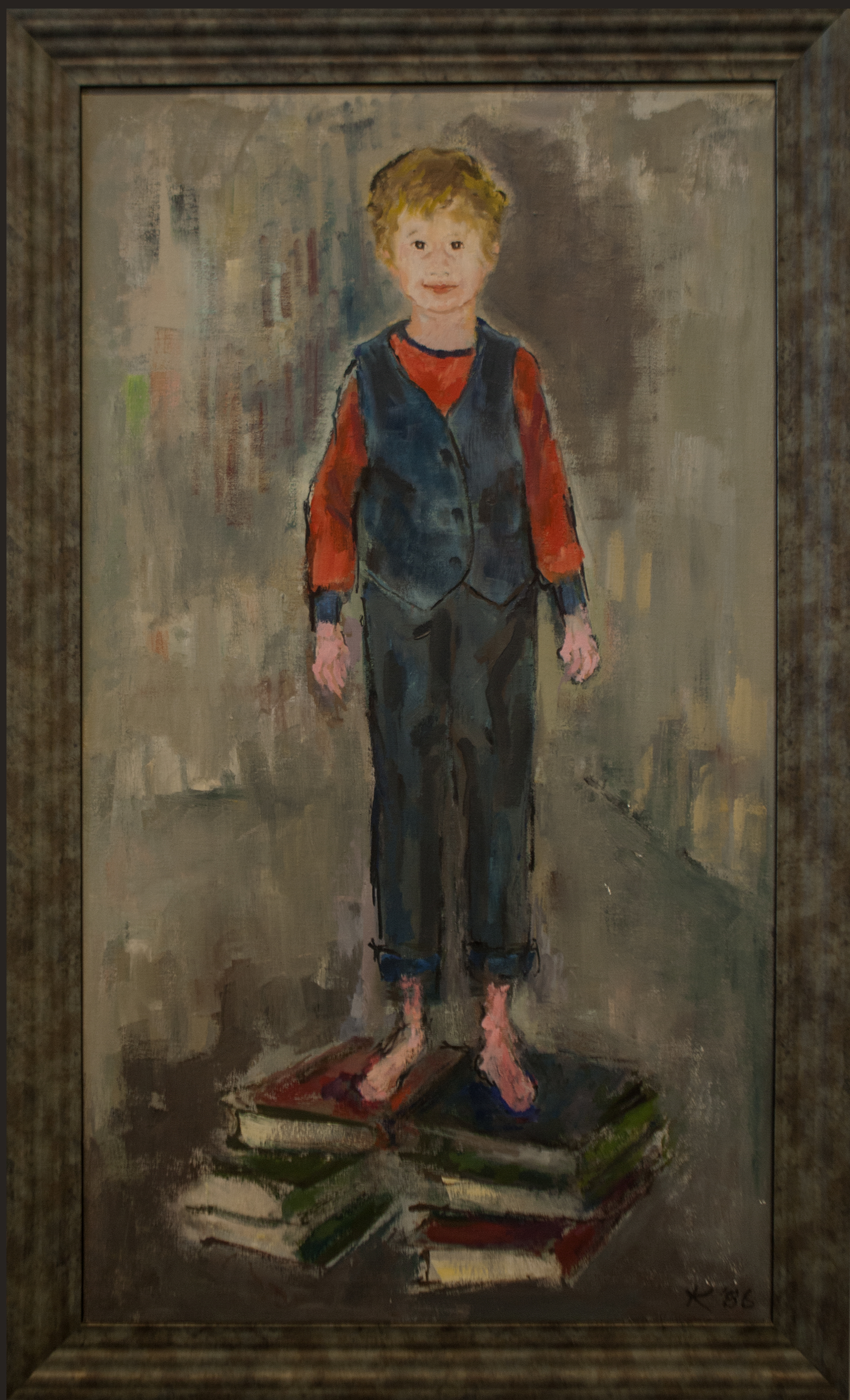
Randy de Fay Kleinman, óleo sobre lienzo, fue comprado por Friends

Napoleón nació en Brooklyn, Nueva York, pero su familia se trasladó a Ann Arbor, Míchigan, cuando Napoleón era joven. 
Recibió parte de su formación en la big band Pioneer High School de Ann Arbor, dirigida por el trompetista Louis Smith. También toco en los clubes de jazz de Ann Arbor y aprendió en jam sessions en el ahora extinto Bird of Paradise Club, donde también escuchó a grandes maestros del jazz. Napoleón pasó a estudiar en la escuela de música de la Universidad de Míchigan. Se trasladó a Nueva York después de graduarse en 1999 e inmediatamente se hizo un nombre.

## Carrera
Napoleón tiene una activa carrera como sideman y como líder. Él lleva un trío con Quincy Davis a la batería, y Jared Gold en órgano Hammond B3. Ellos tienen una gira por todo Estados Unidos y el Reino Unido, donde se hizo un concierto para la BBC radio y desempeñó varios clubes. También giras internacionalmente con la cantante / pianista Freddy Cole. 
El Trío Randy Napoleón aparece en dos CD, Enjoy the Moment (Disfrute del momento) y Randy Napoleón:Between Friends ( Entre Amigos). Ambos característica organista Jared Gold, y el baterista Quincy Davis. Ellos han sido comparados con Wes Montgomery del trío de órgano. Between Friends, en 2006 la liberación de Azica Records, cuenta con el trío en la mitad de las pistas y un cuarteto, por el otro, con Davis, el bajista David Wong, y Benny Green al piano. 

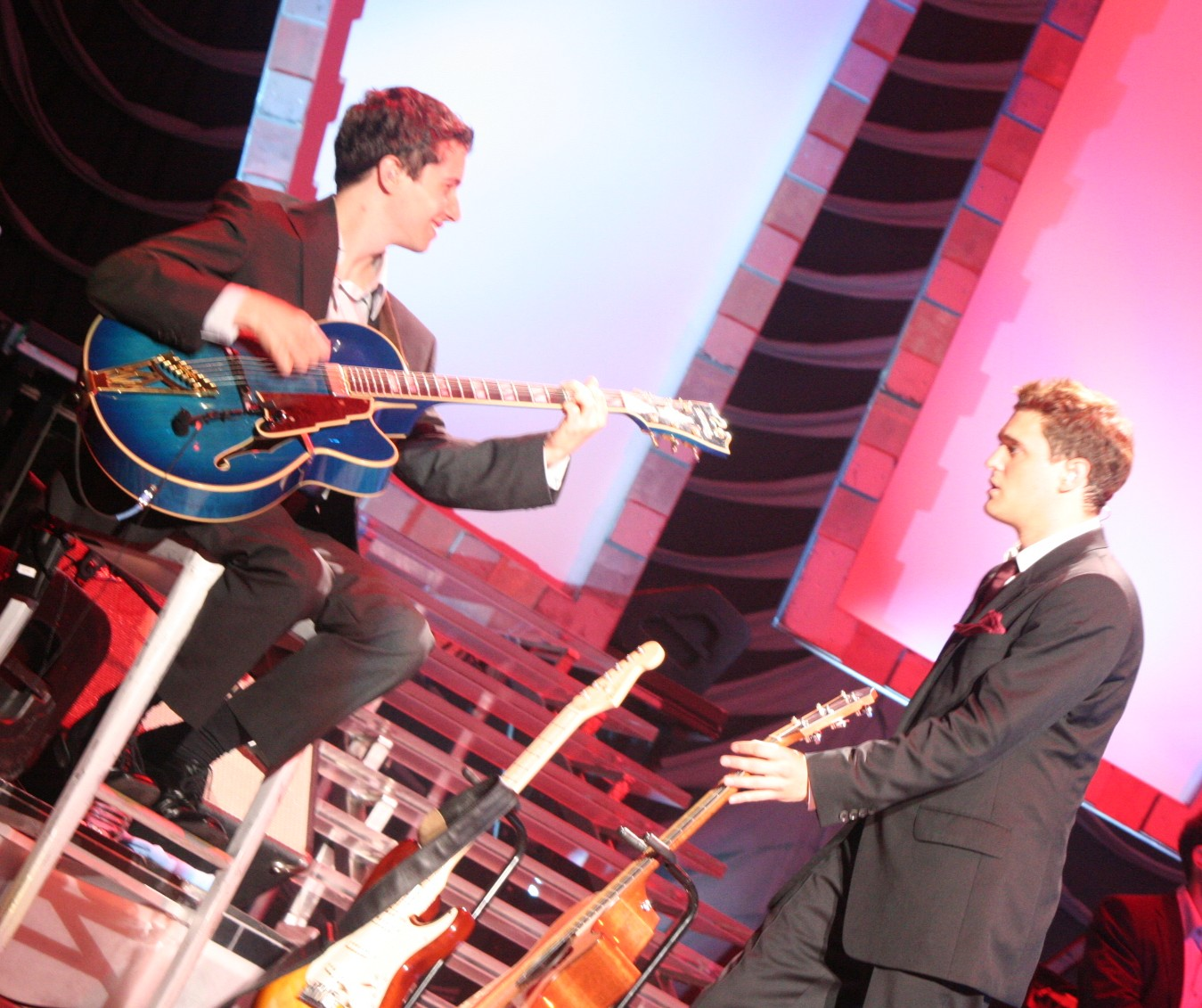
Napoleon y Bublé

Napoleón también ha de gira con Benny Green (2000-2001), Clayton-Hamilton Jazz Orchestra, CHJO (2003-2004) y Michael Bublé (2004-2007). Él ha aparecido en la televisión en Japón con CHJO y en toda Europa y los Estados Unidos con Bublé. Sus apariciones en televisión EE. UU. con Bublé figuran David Letterman, Jay Leno, The View, The Today Show, The Ellen DeGeneres Show, Regis y Kelly, bailando con las estrellas, los Radio Music Awards, Entertainment Tonight, y un especial de PBS, Atrapados en la Ley, que está disponible en DVD / CD de Reprise Records. 
También ha aparecido en televisión con Freddy Cole, Sachal Vasandani, y otros. 
Napoleón también se ha realizado con artistas de jazz incluidos Rodney Whitaker y Grady Tate. [3] Él ha aparecido con los principales artistas de cabaret entre ellos Eric Comstock y Barbara Fasano, y ha colaborado con músicos FOM su propia generación, como Josh Brown (trombón), Gerald Clayton (piano), Justin Ray (trompeta), Julio Tolentino (saxofón), y Sachal Vasandani (vocalista).
Napoleón ha desempeñado en los lugares en todo Estados Unidos, incluyendo el Lincoln Center, The Hollywood Bowl, The Kennedy Center, Radio City Music Hall y los principales lugares en todo el mundo, como el Royal Albert Hall en Londres, y la Sydney Opera House en Australia. [ 4] [1] Él ha mencionado en entrevistas que él particularmente le gusta jugar en los espacios íntimos y periódicamente regresa a la Kerrytown Concert House en Ann Arbor.

## Discografía
- Puppets: The Music of Gregg Hill

- Randy Napoleon: Rust Belt Roots
- Randy Napoleon: Common Tones
- Randy Napoleon: Soon
- Randy Napoleon: Between Friends
- Randy Napoleon & Jared Gold: Enjoy the Moment
- Randy Napoleon: The Jukebox Crowd
- Eric Comstock & Randy Napoleon: Bitter/Sweet

Como miembro de otras bandas: 
- Freddy Cole: He Was the King
- Freddy Cole: This and That
- Freddy Cole: Talk to me
- Freddy Cole: The Dreamer in Me
- Freddy Cole Sings Mr. B
- The Clayton-Hamilton Jazz Orchestra: Live at MCG
- The Josh Brown Quartet: The Feeling of Jazz
- Josh Brown: Songbook Trio
- Jared Gold: Solids & Stripes
- Michael Bublé: Caught in The Act
- Michael Bublé: With Love
- Michael Bublé: Let It Snow
- Michael Bublé: A Taste of Buble
- Melissa Morgan: Until I Met You
- Eric Comstock: Bitter/Sweet
- Justin Ray: Justin Ray
- Justin Ray: Evil Man Blues
- Paul Keller/Steve Richko: Swingin' the Praise
- Hilary Gardner: The Great City
- Etienne Charles: Creole Christmas, 2015
- Michael Dease, All These Hands, 2016

## Las respuestas y comentarios
- En una revisión de Entre Amigos: "Napoleon plays with a gentle, purring tone that makes you lean in close to hear its range of color and articulation, and his improvisations are true narratives, a collection of shapely melodies rather than a series of prepackaged licks." "Napoleón juega con un suave, nunca deje de ronronear tono que le hace inclinarse a cerca de escuchar su gama de colores y articulación, improvisaciones y sus descripciones son ciertas, una colección de melodías shapely en lugar de una serie de pre-lame ". Mark Stryker, The Detroit Free Press Mark Stryker, el Detroit Free Press

- En una revisión de los 15 de diciembre de 2007 el rendimiento de Freddy Cole Quartet en el sur de Orange NJ: "In the instrumental interludes, the Freddy Cole quartet plays swinging mainstream jazz that is always accessible and interesting...with some superb guitar work from Napoleon, who was simply sensational throughout the evening...Napoleon has been with the group only a few months, but has already become an important part of what they provide musically..." "En los interludios instrumentales, el cuarteto de Freddy Cole juega incorporar los movimientos de balanceo de jazz que siempre es accesible e interesante ... con algunos magnífico trabajo de guitarra de Napoleón , Que fue simplemente sensacional en toda la noche ... Napoleón ha sido con el grupo a sólo unos meses, pero ya se ha convertido en una parte importante de lo que ofrecen musicalmente ... " Joe Lang, Jazz Improv NY, Jan. 2008 issue. Joe Lang, Jazz Improv NY, enero de 2008.

- Randy Napoleón realizó con Warner Brothers artista Michael Bublé por tres años, durante el cual Napoleón apagar el álbum Entre Amigos Visto que, Bublé comentó la línea de notas:Randy Napoleon is the most exciting guitarist of our generation." "Randy Napoleón es el guitarrista más emocionantes de nuestra generación."

- En una vista previa de una apariencia de 2007 el Trío Randy Napoleón en Pittsburgh, un revisor comentó a Napoleón en su reciente álbum:	"His melodic lines are clean and uncomplicated. He shows a sensitivity for song rather than a desire to show off." "Sus líneas melódicas son limpias y sin complicaciones. El autor muestra una sensibilidad por canción en lugar de un deseo de mostrar." Bob Karlovits, Pittsburgh Tribune-Review Bob Karlovits, Pittsburgh Tribune-examen

- Between Friends recibido atención en varios países: "Napoleón ha Suono un generoso, brillante e corposo temp allo stesso, che sa di Nebbiolo d'annata". Matteo Brancaleoni (cantante), Jazz Magazine (publicación italiano).

- "Napoleon at times searches, not for the big fat notes, but the tiniest, trim, lean and bittersweet ones. His heaviness lies not in volume or weight, but in depth of spirit." "Napoleón en ocasiones las búsquedas, no para las grandes notas la grasa, pero los más pequeños, asiento, magra y agridulce. Su peso no radica en volumen o en peso, pero en profundidad de espíritu." Michael G. Nastos, WEMU radio de acogida

- "Napoleon must be considered in the first rank of modern jazz guitarists." "Napoleón debe ser considerado en el primer rango de guitarristas de jazz moderno." Piotr Michalowski, Southeast Michigan Jazz Association Piotr Michalowski, al sureste de Michigan Jazz asociación

- "Napoleon consistently shows that he is in full command of his instrument without resorting to overindulgent solos like many young players...Napoleon's tasty, spacious interpretation of the magical ballad "A Time For Love" is yet another highlight...The subtle opener, "Face the Truth," is a conversational piece that might appeal to a singer if it only had a lyric." "Napoleón muestran sistemáticamente que se encuentra en pleno dominio de su instrumento sin recurrir a overindulgent solos al igual que muchos jugadores jóvenes ... Napoleón sabroso, amplio interpretación mágica de la balada" Un Tiempo para el amor "es otro de relieve sutil ... El abridor , "Cara de la Verdad," es una pieza de conversación que podría apelar a un cantante si sólo había una letra. " Ken Dryden, All Music Guide

- "Each note hangs, suspended with raindrop clarity from its bough of melody, on up-tempo tunes as well as ballads." "Cada nota se cuelga, raindrop suspendida con la claridad de su Bough de la melodía, hasta en canciones de tempo, así como las baladas". Lawrence Cosentino, Lansing Michigan's City Pulse. Lansing Michigan de la Ciudad de impulsos.

- "His guitar lines are soulful and smart." "Sus líneas son la guitarra y soulful inteligente". Marc S. Taras, Current Magazine Marc S. Taras, la revista actual

- "Randy Napoleon an der Gitarre ergibt sich ein voller Klang, der sich vom ersten Lied bis zur letzten der zahlreichen Zugaben, einem Lied von Louis Armstrong, ebenmäßig durchzieht." "Randy Napoleón an der GITARRE ergibt Sich ein voller Klang, der ersten Sich vom Lied bis zur letzten der zahlreichen Zugaben, Lied von Einem Louis Armstrong, ebenmäßig durchzieht". LitGes (Examen de Freddy Cole Quartet)

- "In seiner Band tummeln sich in Gestalt von Randy Napoleon ein geschmeidiger Gitarrist, mit Elias Bailey ein stoisch walkender Bassist und mit Curtis Boyd ein swingender Drummer" "En cerquero Band tummeln Sich en Gestalt von Randy Napoleón geschmeidiger ein Gitarrist, Elias Bailey mit ein stoisch walkender bajista und mit ein Curtis Boyd swingender Drummer" (En la revisión de Freddy Cole Quartet en Birdland en Neuberg, Alemania) Donaukurier

- "Freedy tryskał energią i jak na prawie 80-cio letniego człowieka pokazał naprawdę niezłą formę. Bardzo eksponowanym muzykiem był gitarzysta, Randy Napoleon, który grał bardzo poprawne harmonijne, ciekawe melodyjnie solówki. Praktycznie w każdym kawałku. Pod koniec koncertu dawało się odczuć lekkie znużenie przewidywalnością jego kolejnych fraz" (examen de Freddy Cole Quartet en Polonia)